# Brahmaanse steenuil
De Brahmaanse steenuil (Athene brama) is een lid van de familie van de uilen.

## Verspreiding en leefgebied
Deze soort komt voor van zuidelijk Iran tot Zuidoost-Azië en telt vijf ondersoorten:
- A. b. indica: van Iran tot noordelijk en centraal India, Bhutan en Bangladesh.
- A. b. ultra: Assam (noordoostelijk India).
- A. b. brama: zuidelijk India.
- A. b. pulchra: Myanmar en zuidelijk China.
- A. b. mayri: Thailand, zuidelijk Laos, Cambodja en zuidelijk Vietnam.